# Laetiporus
Laetiporus é um gênero de cogumelos comestíveis encontrados em grande parte do mundo. Algumas espécies, especialmente o Laetiporus sulphureus, são comumente conhecidas como prateleira de enxofre, frango da floresta, cogumelo galinha ou fungo-galinha, pois muitos acham seu sabor similar ao de galinha. O nome Laetiporus significa "com poros brilhantes".

## Descrição

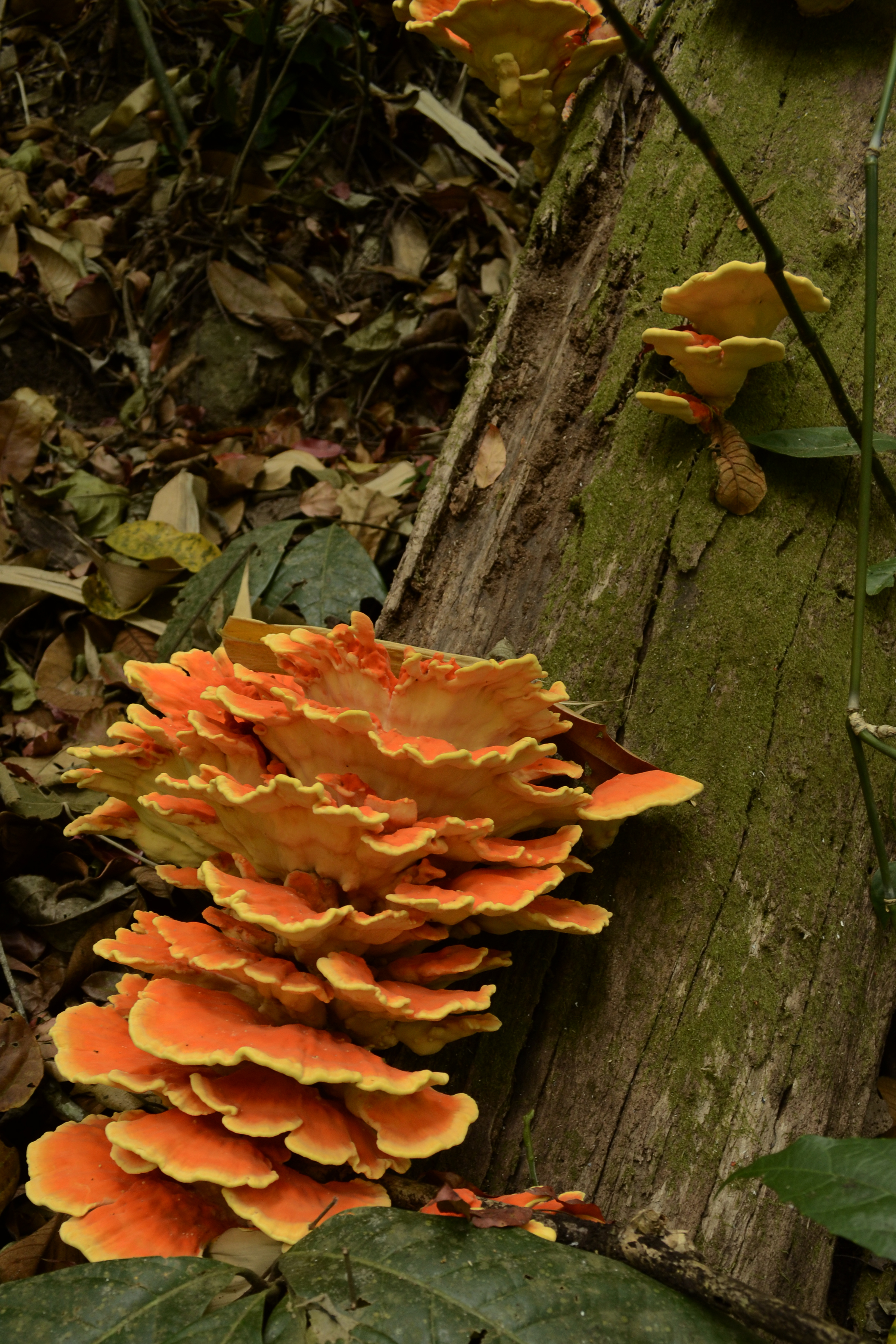
Laetiporus sp. de Anamalai Hills, Sudoeste de Ghats, Índia

As "prateleiras" individuais variam de 5 a 25 cm de diâmetro. Essas prateleiras são compostas por muitos pequenos filamentos tubulares (hifas). O cogumelo tem crescimento significativo, alguns chegando a pesar mais de 45kg. É mais comumente encontrado em feridas de árvores, principalmente carvalhos, embora também seja freqüentemente encontrado em eucaliptos, teixos, castanheiras e salgueiros, além de coníferas em alguns casos. As espécies de Laetiporus são parasitárias e produzem podridão marrom no hospedeiro em que crescem.
Os corpos de frutificação jovens são caracterizados por um corpo úmido, emborrachado, de amarelo-enxofre a laranja, às vezes com pontas alaranjadas brilhantes. Os cogumelos mais antigos tornam-se pálidos e quebradiços, similares a um giz, levemente pungentes e frequentemente possuem orifícios com besouros, lesmas ou outros invertebrados. Espécies semelhantes incluem Laetiporus gilbertsonii (rosa fluorescente, mais amorfo) e L. coniferica (comum no oeste dos Estados Unidos, especialmente em abetos vermelhos).  As características de comestibilidade para as diferentes espécies não foram bem documentadas, embora todas sejam geralmente consideradas comestíveis com cautela.  
O cogumelo galinha, em alguns casos, frutifica anualmente, quando o clima se adapta às suas preferências de esporulação. Prospera do final da primavera ao início do outono tornando-se uma benção para os caçadores de cogumelos e uma desgraça para os preocupados com a saúde de suas árvores. Esse fungo causa uma podridão cúbica marrom e fragilização que, em fases posteriores, termina no colapso da árvore hospedeira, que se torna incapaz de flexionar e dobrar-se ao vento.  

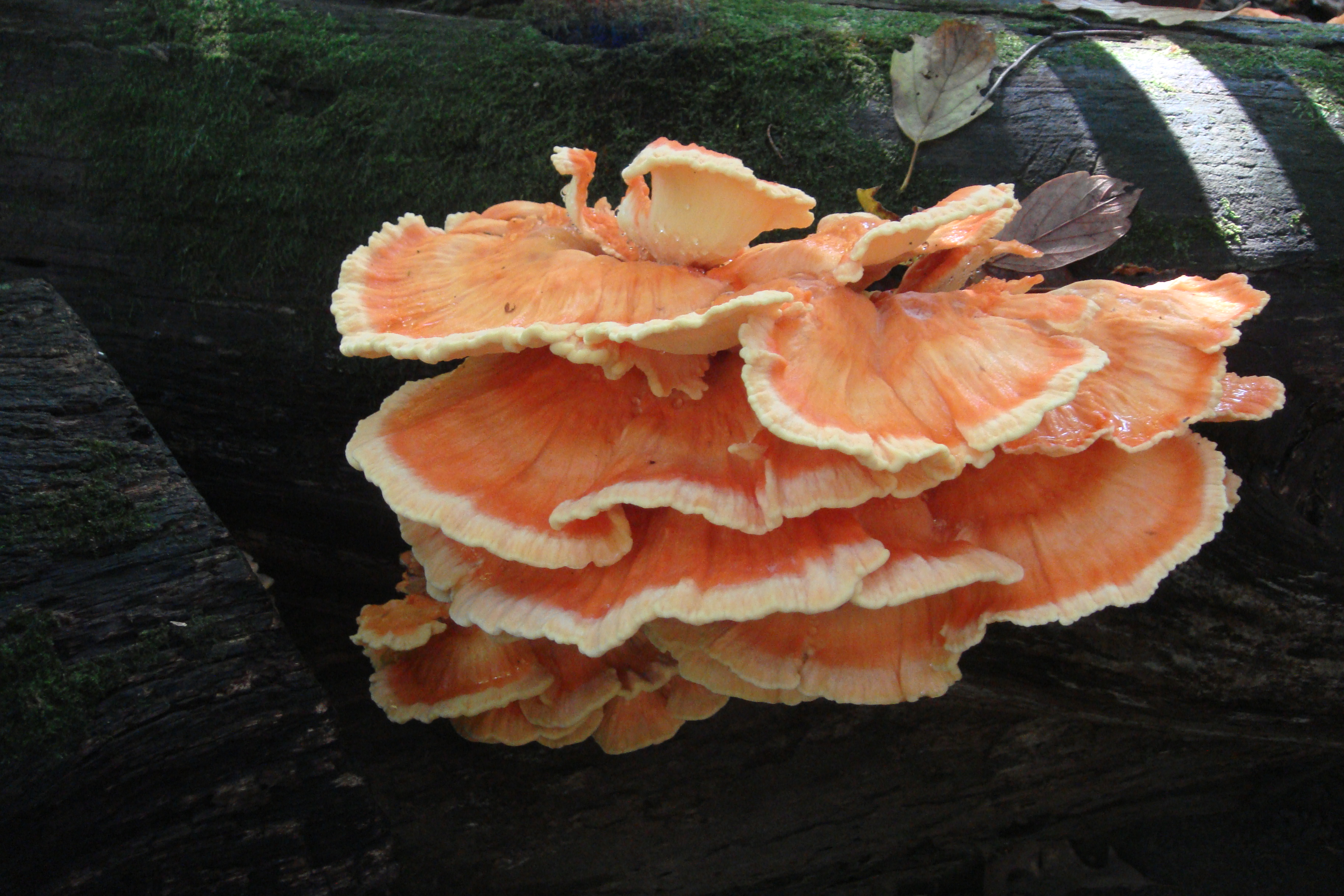
Cogumelo-galinha (Laetiporus cincinnatus) no Prospect Park, Brooklyn, Nova York, em 5 de outubro de 2012

## Filogenética

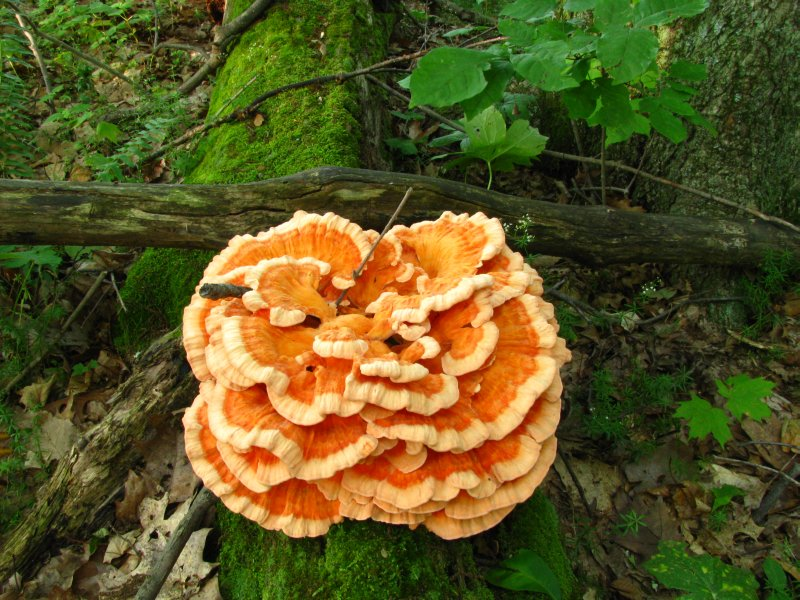
L. cincinnatus, Ohio, EUA

As análises filogenéticas de sequências de ITS, subunidades nucleares grandes e subunidades pequenas mitocondriais de rDNA de várias espécies da América do Norte delinearam cinco clados distintos no núcleo Laetiporus : o sulphureus clade I contém L. poroso branco .   isolados de sulphureus, enquanto o sulphureus clade II contém L. de poros amarelos   isolados de sulphureus .
Além disso, clados filogenéticos foram identificados no Japão, Havaí, América do Sul, Europa e África do Sul .

## Comestibilidade
O cogumelo pode ser preparado da maioria das maneiras que se pode preparar carne de frango. Também pode ser usado como substituto do frango em uma dieta vegetariana. Além disso, pode ser congelado por longos períodos de tempo e manter sua comestibilidade. Em certas partes da Alemanha e América do Norte, é considerado uma iguaria.

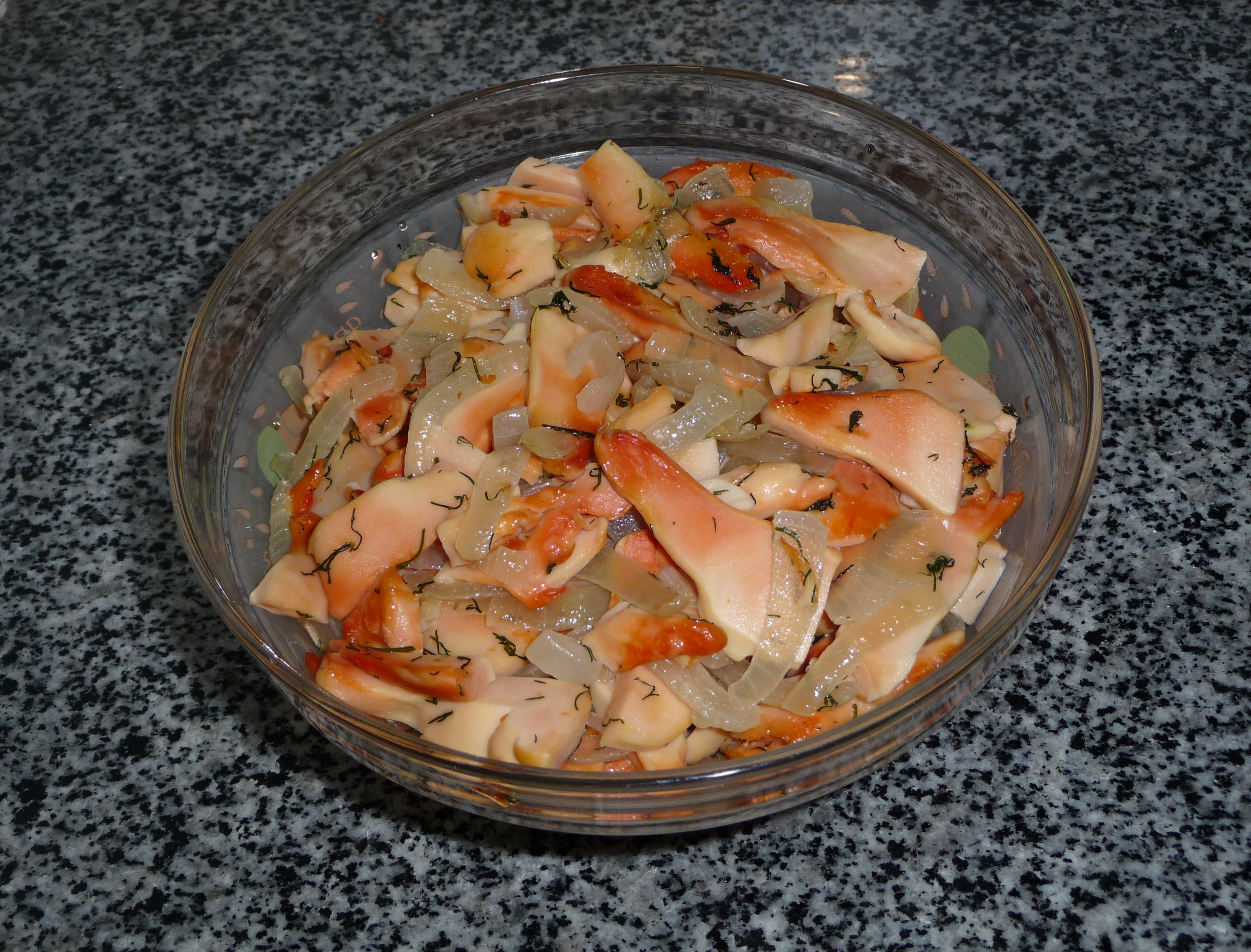
Prato preparado de L. sulphureus

Em alguns casos, comer este cogumelo causa reações leves, como "lábios inchados" ou em casos raros "náusea, vômito, tontura e desorientação" para quem é sensível. Acredita-se que isso se deva a vários fatores que incluem alergias às proteínas ou toxinas do cogumelo, que são apenas um pouco estáveis a altas temperaturas. Como tal, muitos guias de campo pedem que aqueles que comem Laetiporus sejam cautelosos ao comer apenas cogumelos novos e frescos e comecem com pequenas quantidades para ver se no há nenhum tipo de reação alérgica.
O Laetiporus sulphureus possui uma capacidade potente de inibir as bactérias estafilococos ( Staphylococcus aureus ), bem como uma capacidade moderada de inibir o crescimento de Bacillus subtilis .

## Espécies
- Laetiporus ailaoshanensis BKCui e J.Song (2014)
- Laetiporus baudonii (Pat. ) Ryvarden (1991)
- Laetiporus caribensis Banik & DLLindner (2012)
- Laetiporus cincinnatus (Morgan) Burds., Banik e TJVolk (1998)
- Laetiporus conifericola Burds. & Banik (2001)
- Laetiporus cremeiporus Y.Ota e T.Hatt. (2010)
- Laetiporus discolor (Klotzsch) Canto (1984)
- Laetiporus flos-musae Overeem (1927)
- Laetiporus gilbertsonii Burds. (2001)
- Laetiporus huroniensis Burds. & Banik (2001)
- Laetiporus miniatus (P.Karst. Overeem (1925)
- Laetiporus montanus Černý ex Tomšovský e Jankovský (2009)
- Laetiporus persicinus (Berk. & MACurtis) Gilb. (1981)
- Laetiporus portentosus (Berk. ) Rajchenb. (1995)
- Laetiporus squalidus RMPires, Motato-Vásq. E Gugliotta (2016)
- Laetiporus sulphureus (Bull. Murrill (1920)
- Laetiporus versisporus (Lloyd) Imazeki (1943)
- Laetiporus zonatus BKCui e J.Song (2014)